# Thioacetazon
Thioacetazon (auch: Thiacetazon; in den USA: Amithiozone) ist eine chemische Verbindung aus der  Gruppe der Thiosemicarbazone mit antituberkulotischer Wirkung. Thioacetazon wurde als Wirkstoff des Tuberkuloseheilmittels mit dem Handelsnamen Conteben bekannt. Conteben hieß früher auch TB I 698.

## Geschichte
1946/1947 publizierten der Pathologe  Gerhard Domagk und sein Team zur Wirkung verschiedener Thiosemicarbazone in vitro gegen den Erreger der Tuberkulose („Tuberkelbazillen“). Im Zuge der Sulfonamidforschung entstanden im Syntheseweg der Sulfathiazole als Zwischenprodukte Thiosemicarbazone, von denen einige chemotherapeutisch geprüft wurden. Die Forscher fanden in vitro eine starke Hemmwirkung bei den Thiosemicarbazonen cyclischer Aldehyde oder Ketone, wobei das Vorhandensein des Schwefelatoms als essentiell für die Wirkung erkannt wurde. Eine der besonders aktiven Verbindungen war das P 698, später Tb1/698 oder nur Tb1 bzw. TB I genannt (4-Aminoacetylbenzaldehydthiosemicarbazon). Zur Entwicklung von Tb1/698 gibt es wenige und voneinander abweichende Angaben. Das Jahr der Erstsynthese durch den Chemiker Robert Behnisch wird mit 1943 oder 1942  angegeben. Nach Max Hundeiker, ehemaliger ärztlicher Direktor der Lupusheilstätte Hornheide/Münster, sei TB1 bereits 1942 in vitro und im Tierversuch getestet worden. Auch die Daten zu klinischen Testungen und zur ersten beobachteten Heilung einer Tuberkulose mit TB1 variieren.
Domagk veröffentlichte 1947 sein Buch Pathologische Anatomie und Chemotherapie der Infektionskrankheiten – in welchem er zu den Thiocarbazonen nur in einem Nachwort auf die kurze Originalmitteilung aus dem gleichen Jahr verwies – und 1950 erschien seine Arbeit Chemotherapie der Tuberkulose mit den Thiosemicarbazonen („Thiosemikarbazonbuch“), in der er über Versuche nach dem Krieg berichtet.
Der Landeswohlfahrtsverband Hessen (LWV) stellte im April 2024 in einer Vorabberichterstattung über eine von ihm 2020 in Auftrag gegebene Studie fest, dass der Kinderarzt Werner Catel „zusammen mit dem Labormediziner Dr. Gerhard Domagk mit einer Versuchsreihe zur Erprobung eines neu entwickelten Präparats zur Chemotherapie der Tuberkulose begann. Das dabei verabreichte Medikament TB I 698, das später nur für Erwachsene als Conteben auf den Markt kam, habe bei mindestens vier Kindern zum Tod geführt.“
Thioacetazon wurde Ende der 1940er Jahre zur Behandlung von Tuberkulose zunächst in Deutschland eingesetzt, später nur noch insbesondere in afrikanischen Ländern, wo es in der Kombinationstherapie mit Isoniazid noch Ende der 1980er Jahre von der International Union Against Tuberculosis and Lung Disease empfohlen wurde, nicht zuletzt wegen seines günstigen Preises. 1992 riet die Weltgesundheitsorganisation (WHO) vor dem Hintergrund des Risikos für schwerste Nebenwirkungen bei HIV-infizierten Patienten, Thioacetazon dort möglichst nicht einzusetzen. Auch in den USA wurde Tb1, Angaben von Hundeiker zufolge basierend auf im Krieg aus Deutschland erbeuteter Unterlagen, klinisch entwickelt und erhielt den amerikanisierten Namen Tibione.

## Wirkungen
Thioacetazon wirkt als Bakteriostatikum gegen Mycobacterium tuberculosis, indem es in die Mykolsäuresynthese der Bakterien eingreift, wodurch die Stabilität der mykobakteriellen Zellwand beeinträchtigt wird. Die genaue Wirkweise ist nicht vollständig aufgeklärt, jedoch scheint Thioacetazon in der Lage zu sein, das Wachstum von Tuberkulosebakterien zu hemmen, ohne sie direkt abzutöten.

## Nebenwirkungen
Als unerwünschte Arzneimittelnebenwirkungen von Conteben wurden 1952 beschrieben: Appetitlosigkeit, Übelkeit, Erbrechen, Schläfrigkeit, Exantheme, Blutbildveränderungen (Leukopenie, Panmyelophthise) und Blutveränderungen (hier besonders eine Agranulozytose). Zusätzlich kann es zu allergischen Reaktionen, zu Leberschädigungen (Gelbsucht) und zu einer Purpura universalis kommen. Außerdem wurden ein Absinken der Blutkörperchensenkungsgeschwindigkeit, ein Anstieg des Kupfer-Plasmaspiegels, ein Anstieg des verminderten Plasmaeisenspiegels, ein Anstieg des Cholesterinspiegels, Leberverfettungen, Hirnödeme, Konjunktivitiden, Hämolysen und Blutgerinnungsstörungen beschrieben.
Bei HIV-infizierten Patienten kann Thioacetazon häufig lebensbedrohliche Hautreaktionen hervorrufen (Stevens-Johnson-Syndrom, toxisch epidermale Nekrolyse).
Weitere unerwünschte Nebenwirkungen sind Epilepsien, choreiforme Bewegungen und andere neurologische Symptome.

## Handelsnamen
Handelsnamen waren Conteben und vorher TBI/698 (beide von Bayer AG), Benthiozon (Firma Laevosan), TBK-Kutiak und Tebethion (auch: Tebetion, von Jenapharm).  Conteben ist ein Kunstwort, zusammengesetzt aus der Vorsilbe „con“ (von lateinisch contra = gegen) und den Konsonanten „t“ und „b“ als Abkürzung für die Krankheit Tuberkulose (Tbc oder Tb). 

## Zitate
Willibald Pschyrembel beschrieb Conteben erstmals 1951 als 4-Acetylaminobenzaldehyd-thiosemicarbazon (Abkürzung: TBI/698); es galt als Mittel „bei verschiedenen Formen und Stadien der Tuberkulose.“ Analog beschrieb Kurt Hoffmann Conteben ebenfalls 1951 als „Thiosemikarbazonderivat, früher TBI/698, Chemotherapeutikum, in Wasser unlöslich; hemmende Wirkung gegen Tuberkelbazillen (in vitro bis zu einer Konzentration von 1 : 1 Million). Wirksam gegen extrapulmonale und Lungentuberkulose.“
Der Spiegel schrieb am 25. Dezember 1951: „Im November 1947 macht der für alles Neue aufgeschlossene Freiburger Internist Professor Dr. Ludwig Heilmeyer, ein Mitschüler des Atomphysikers Heisenberg, die erste schwache Andeutung, daß sich Domagks Präparat in seiner Klinik zu bewähren scheine. Genaue Zahlen gibt aber erst drei Monate später ein bis dahin unbekannter Arzt, Dr. Berthold Mikat, der nur in Vertretung seines Chefs, Dr. Fritz Kuhlmann aus Mölln, spricht: Im Krankenhaus der Landesversicherungsanstalt Schleswig-Holstein ist nach Tb I-Behandlung bei 49 von 66 Patienten mit Lungentuberkulose eindeutige Besserung nachgewiesen worden. Das ist der Start für die Einführung des Tb I, das später den Namen Conteben bekommt.“
Hubert Abel schrieb 1952 seine Doktorarbeit Über Resistenzbestimmungen von Tuberkelbakterien gegen TbI/698, Streptomycin und Paraaminosalizylsäure <PAS> mit Hilfe der Objektträgerkultur nach Pryce. Im Wörterbuch der Medizin wurde Conteben 1956 von Maxim Zetkin und Herbert Schaldach als „Azetyl-p-aminobenzaldehydthiosemikarbazon, Tuberkulostatikum, Name des Präparates in der DDR Tebethion“ erläutert.
Noch 2005 zählte das Lexikon Medizin die Thiosemicarbazone zu den klassischen Antituberculotica.

## Synthese
Die Synthese geht auf den Chemiker Robert Behnisch und sein Team bei Bayer zurück und erfolgte ausgehend vom  Thiosemicarbazid. Verschiedene Wege sind beschrieben.